# سیارک ۲۶۴۹۳
سیارک ۲۶۴۹۳ (به انگلیسی: 26493 Paulsucala، نامگذاری:2000BQ16)۲۶۴۹۳مین سیارک کشف شده‌است که در ۳۰ ژانویه ۲۰۰۰ کشف شد.